# Рижів
Рижі́в — село в Україні, у Чуднівській міській територіальній громаді Житомирського району Житомирської області. Населення становить 137 осіб (2001).

## Історія
У 1906 році — хутір Чуднівської волості Житомирського повіту Волинської губернії. Відстань від повітового міста 37 верст, від волості 13. Дворів 13, мешканців 81.
Колишній орган місцевого самоврядування — Дриглівська сільська рада.